# ریوداورا
ریوداورا (به اسپانیایی: Riudaura) یک شهرستان در اسپانیا است که در کاتالونیا واقع شده‌است.

## خصوصیات
ریوداورا ۲۳٫۶ کیلومترمربع مساحت و ۴۴۳ نفر جمعیت دارد و ۵۷۲ متر بالاتر از سطح دریا واقع شده‌است.